# Józef Bezler
Józef Bezler (ur. 8 września 1923 w Tykocinie) – polski spawacz, poseł na Sejm PRL IV i V kadencji.

## Życiorys
Uzyskał wykształcenie podstawowe, z zawodu spawacz. Pracował jako starszy mistrz w Stoczni Szczecińskiej im. Adolfa Warskiego. W 1965 i 1969 uzyskiwał mandat posła na Sejm PRL w okręgu Szczecin. Przez dwie kadencje zasiadał w Komisji Przemysłu Ciężkiego, Chemicznego i Górnictwa. Był także (od 1971) kierownikiem sekcji piłki ręcznej w klubie Stal Szczecin.

## Odznaczenia
- Złoty Krzyż Zasługi
- Srebrny Krzyż Zasługi
- Brązowy Krzyż Zasługi
- Odznaka 1000-lecia Państwa Polskiego[1]